# Ladislav Mucina
Ladislav Mucina (* 28. Mai 1956 in Piešťany, Tschechoslowakei) ist ein slowakischer Botaniker.
Mucina arbeitete an den folgenden Themen: Vegetationskunde (Vegetationsaufnahmen, Kartierung, Datenbankwesen), Populations- und Evolutionsbiologie, Pflanzensystematik und Biogeographie, Vegetationsaufnahme der Slowakei, Österreichs und Europas. Er untersuchte Vegetationsmuster und Populationsökologie von mitteleuropäischen Trockenrasen.
Er leistete Beiträge zum Europäischen Naturinformationssystem (EUNIS) der Europäischen Union, zu Studien der Ökologie und Erhaltung der einheimischen Wälder, zur Vegetationskartierung in Westaustralien, zur Vegetationsdynamik und zur funktionellen und evolutionären Gemeinschaftsökologie mit Schwerpunkt auf Rehabilitationsprozessen in artenreichen Buschland- und Allgemeingebieten.

## Leben
Mucina wuchs in der Slowakei auf und ging dort zur Schule. 1979 studierte er an der Comenius-Universität Bratislava Geobotanik und Vegetationsökologie. Von 1979 bis 1983 setzte er diese Studien an der Slowakischen Akademie der Wissenschaften fort.
Er setzte seine Ausbildung an der Technischen Universität Berlin fort.
Von 1989 bis 1990 studierte er dort Botanik. Nach seiner Promotion ging er an die Radboud-Universität Nijmegen.
Mucina lehrte an Universitäten in Österreich, Deutschland, Italien, Schweden, Kuwait, Südafrika (Pretoria, QwaQwa, Stellenbosch) und Australien. Von 2009 bis 2013 war er Professor an der Curtin University in Perth, Western Australia.
Sein Arbeitsgebiet war die Biodiversität.
Er war 2014 lluka Chair für Pflanzenkunde und Biogeographie an der University of Western Australia, Perth. 2014 wurde er zum außerordentlichen Professor am Department für Geographie und Umweltstudien der Universität Stellenbosch, Südafrika berufen. 2017 war Mucina ordentlicher Professor an der University of Western Australia in Perth und 2018 Professor an der Universität Stellenbosch in Südafrika.
Für die Internationale Vereinigung für Vegetationskunde (IAVS) arbeitete Mucina als Mitglied in Führungs- und Beratungsgremien und in Arbeitsgruppen. Außerdem war er Mitbegründer der Zeitschrift Applied Vegetation Science und Chefredakteur vom Journal of Vegetation Science. In Südafrika begründete Mucina begründete die nationale Pflanzendatenbank und arbeitete an der Kartierung der dortigen Pflanzenvorkommen mit.
Im International Plant Names Index (IPNI) hat Mucina die Standard Form "Mucina" und wird als Autor von 95 Pflanzennamen gelistet. Autoreintrag für Ladislav Mucina beim IPNI 

## Vegetation Europas
Mucina leitete ab 2001 ein Projekt, bei dem er zusammen mit 32 anderen Autoren aus verschiedenen Ländern eine vollständige Darstellung der Vegetation Europas erarbeitete, die 2016 publiziert wurde. Aus dieser Arbeit ging ein neues Klassifikationssystem für die Vegetation in Europa hervor. Es ist ein hierarchisches floristisches Klassifizierungssystem von Gefäßpflanzen, Moosen, Flechten und Algengemeinschaften, das die früheren Klassifikationen verarbeitet. Dazu entstanden eine umfangreiche Bibliographie, ein terminologische Wörterbuch und Artenlisten.
Außerdem wurde ein Expertensystem geschaffen, das die Zuordnung von pflanzensoziologischen Bildern zu höheren Einheiten: Ordnungen und Klassen leistet. Für dieses Expertensystem wurde die Software EuroVegBrowser entwickelt. Das Ergebnis dieser Arbeit ist kostenlos als PDF-Datei erhältlich.

## Auszeichnungen
- 1990 wurde Mucina die Staatsbürgerschaft der Republik Österreich für besondere Verdienste zuerkannt.
- 2016 erhielt er die Holuby Medal der Botanischen Gesellschaft der Slowakischen Akademie der Wissenschaften.
- 2016 Ehrenmitglied der Ungarischen Akademie der Wissenschaften[3]
- 2018 Ehrenmitglied der International Association for Vegetation Science (IAVS)

## Werke (Auswahl)
- Vegetation Survey and Classification of Subtropical Forests of Southern Africa (Geobotany Studies), Springer, 2018, ISBN 3-319-67830-2, ISBN 978-3-319-67830-6
- Ladislav Mucina, Georg Grabherr, Thomas Ellmauer, Susanne Wallnöfer: Die Pflanzengesellschaft Österreichs: Teil I: Anthropogene Vegetation. Teil II: Natürliche waldfreie Vegetation.Teil III: Wälder und Gebüsche, Gustav Fischer, 1993, ISBN 3-334-60452-7.
- Mucina und 32 andere: Vegetation of Europe, 2016[6]
- Veronika Kalusová, Milan Chytrý, Mark van Kleunen, Ladislav Mucina, Wayne Dawson, Franz Essl, Holger Kreft, Jan Pergl, Patrick Weigelt, Marten Winter: Naturalization of European plants on other continents : the role of donor habitats, Bibliothek der Universität Konstanz, 2017, In: Proceedings of the National Academy of Sciences (PNAS); 114 (2017), 52. – S. 13756–13761, ISSN 0027-8424, eISSN 1091-6490, online als PDF